# Johannes Hin
Johannes Jozef Antonius Hin (Haarlem, 3 de enero de 1899-Haarlem, 29 de junio de 1957) fue un deportista neerlandés que compitió en vela en la clase bote 12 ft. Fue hijo de Cornelis Hin y hermano de Franciscus Hin, ambos regatistas.
Participó en dos Juegos Olímpicos de Verano en los años 1920 y 1924, obteniendo una medalla de oro en Amberes 1920 en la clase bote 12 ft.

## Palmarés internacional
| Juegos Olímpicos | Juegos Olímpicos  | Juegos Olímpicos | Juegos Olímpicos |
| Año              | Lugar             | Medalla          | Clase            |
| ---------------- | ----------------- | ---------------- | ---------------- |
| 1920             | Amberes (Bélgica) | Medalla de oro   | Bote 12 ft       |